# Église Saint-Martin de Sains-Richaumont
L'église Saint-Martin de Sains-Richaumont est une église située à Sains-Richaumont, en France.

## Description
Cette église est une église romane du XIIe siècle bâtie en 1161 par René de Guise.
L'église Saint-Martin de Sains-Richaumont fut agrandie en 1884, par l'architecte Hippolyte Bulteau, comme ce bâtiment ne pouvait pas accueillir tous les habitants.

## Localisation
L'église est située sur la commune de Sains-Richaumont, dans le département de l'Aisne.
Elle est dans le bas de Sains-Richaumont.

### Galerie: extérieur de l'église

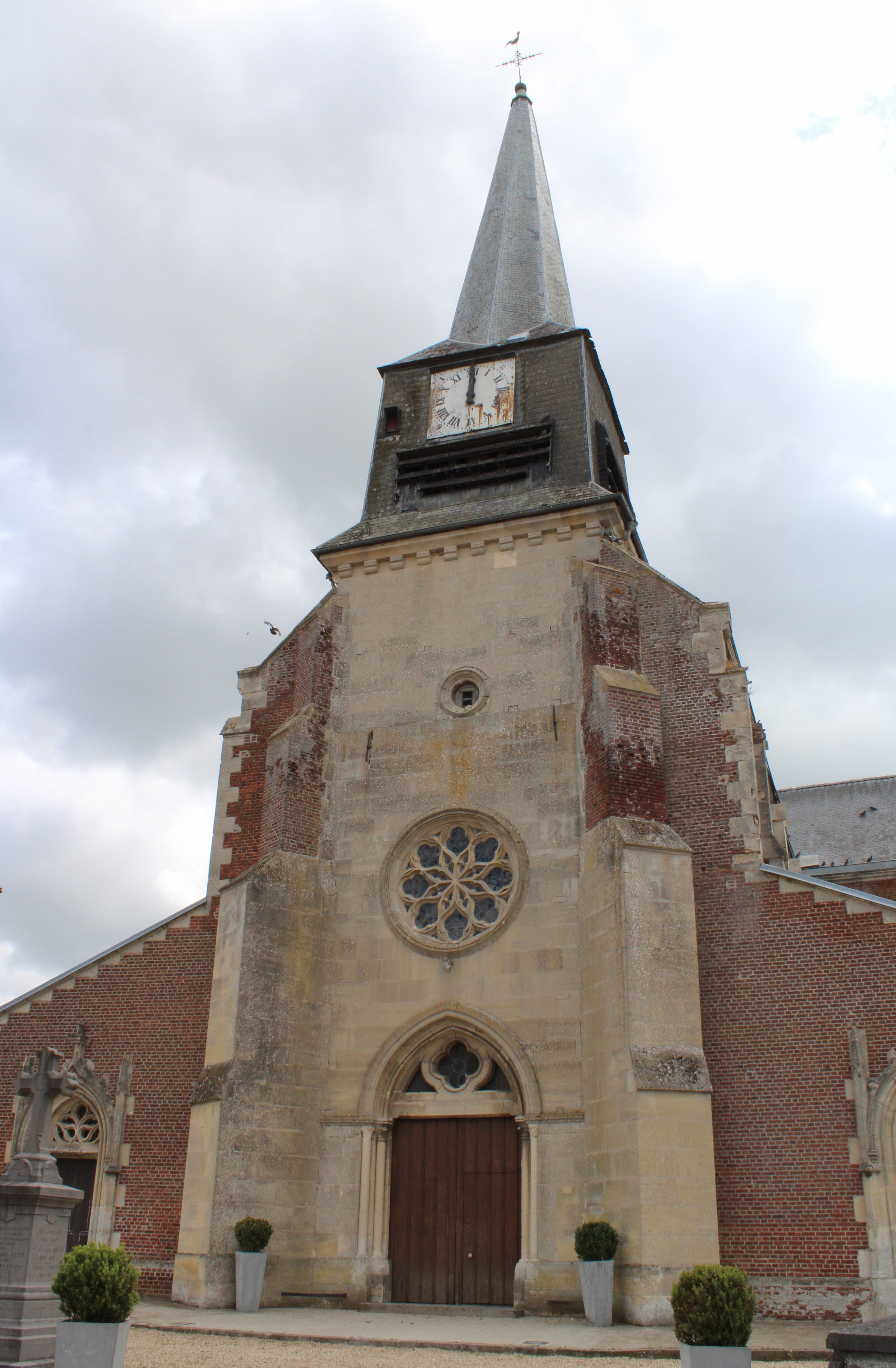
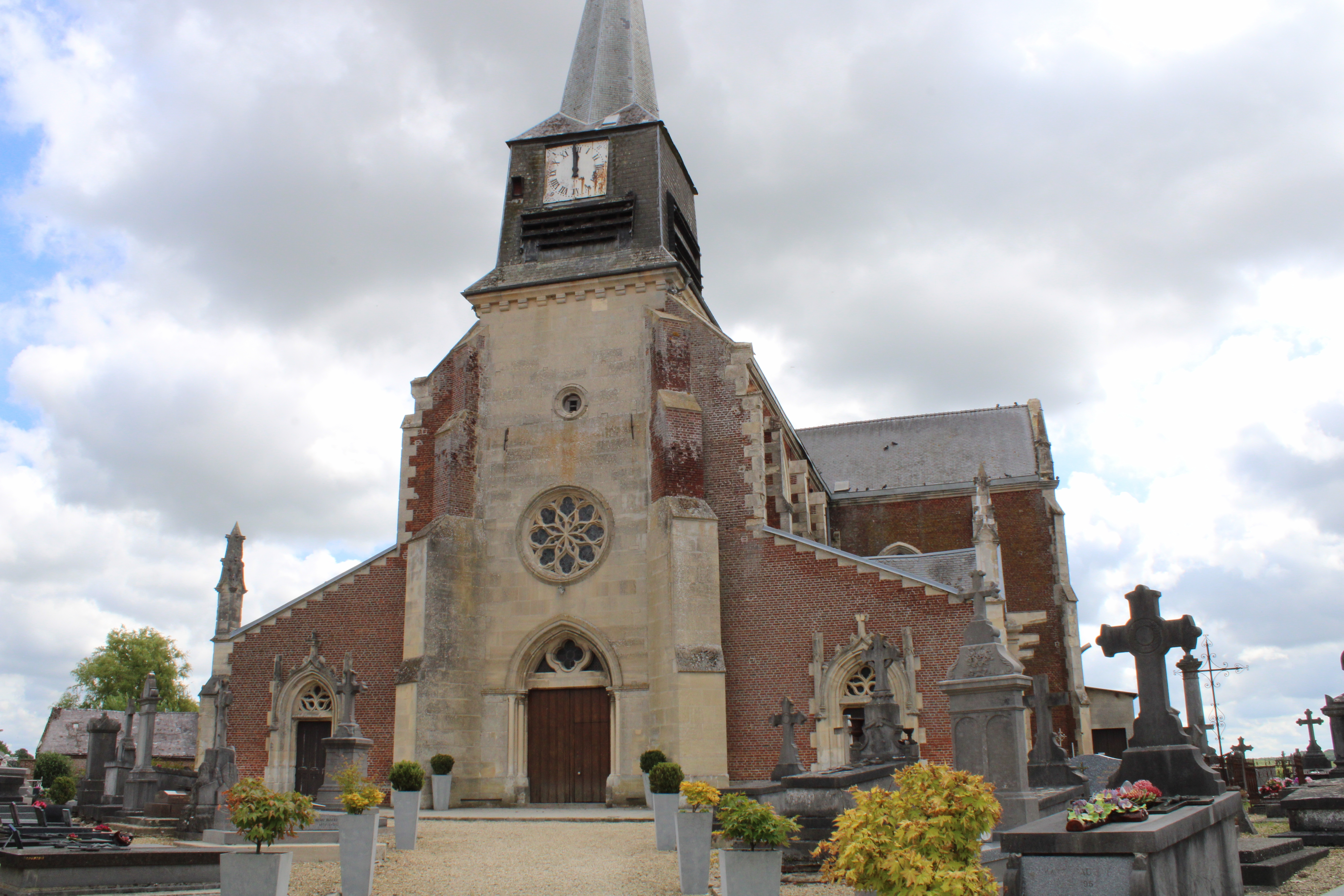
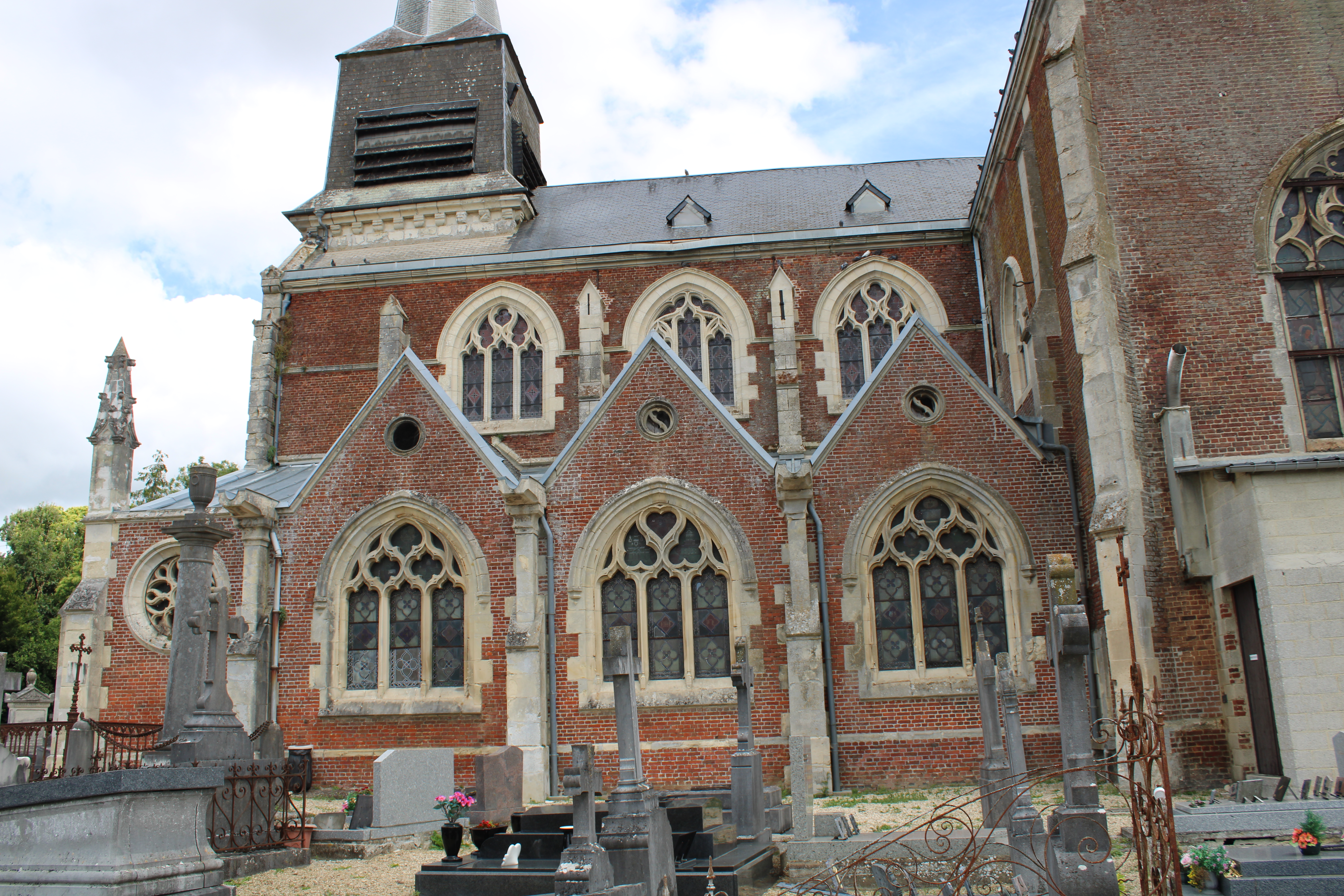
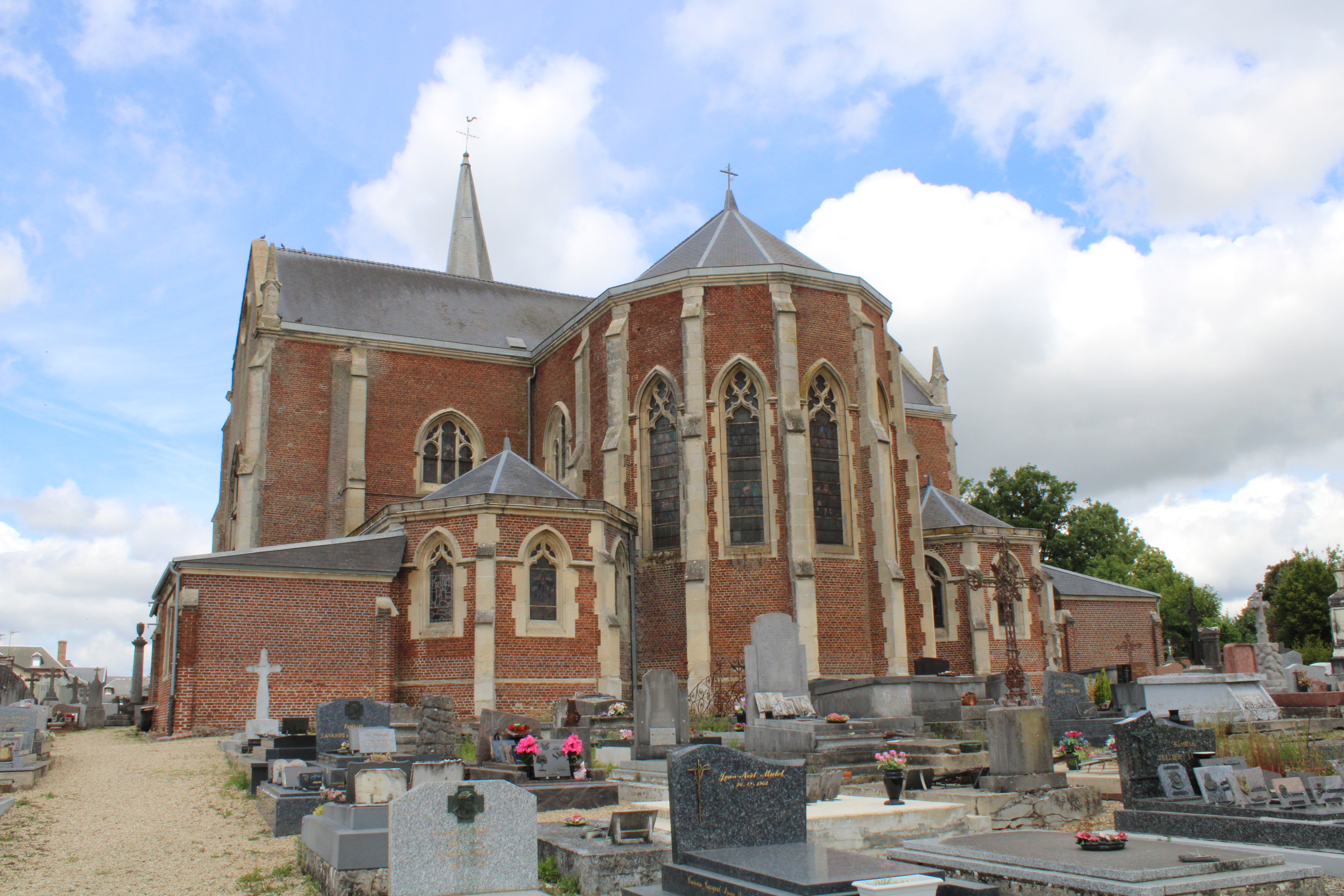
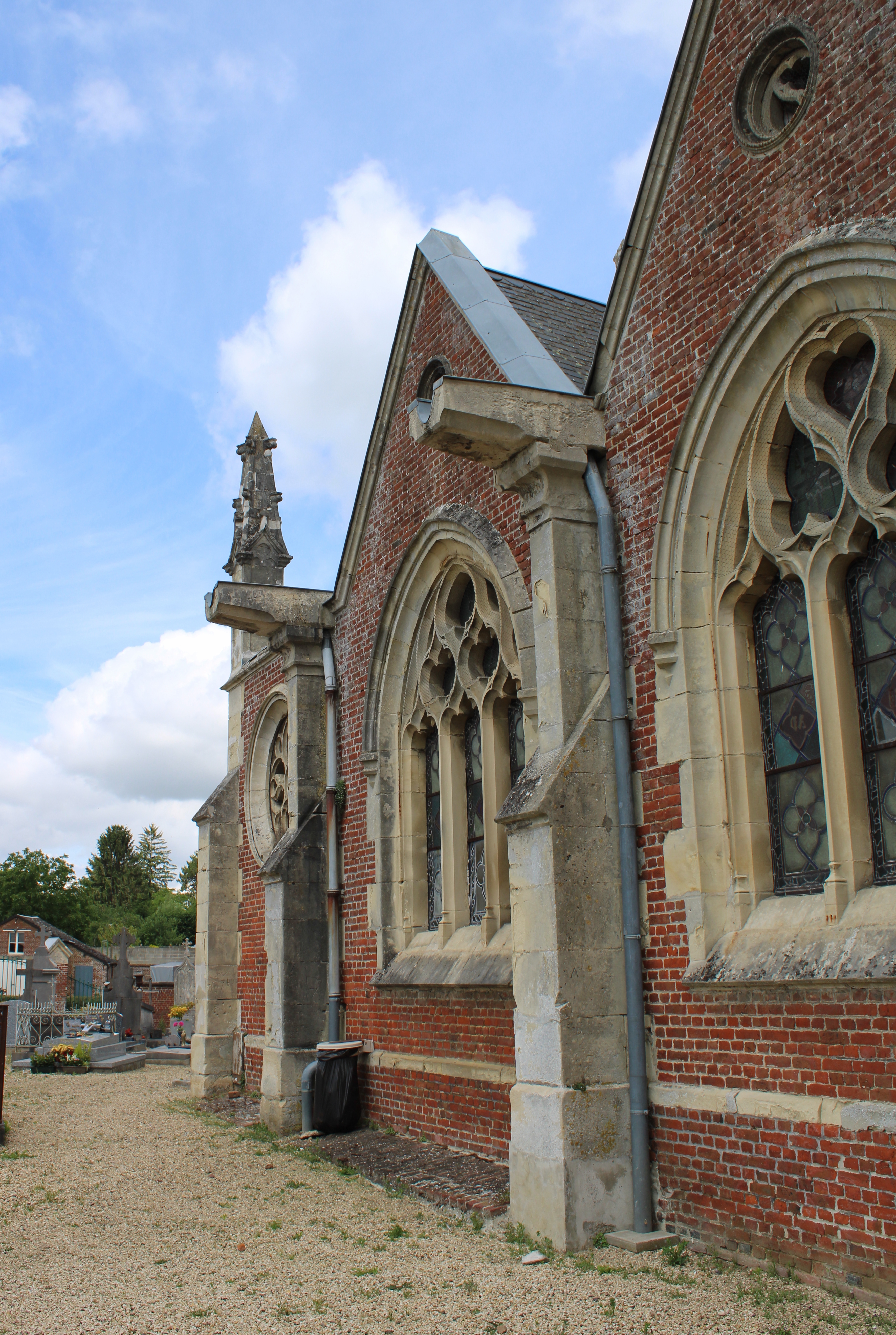

### Galerie: intérieur de l'église

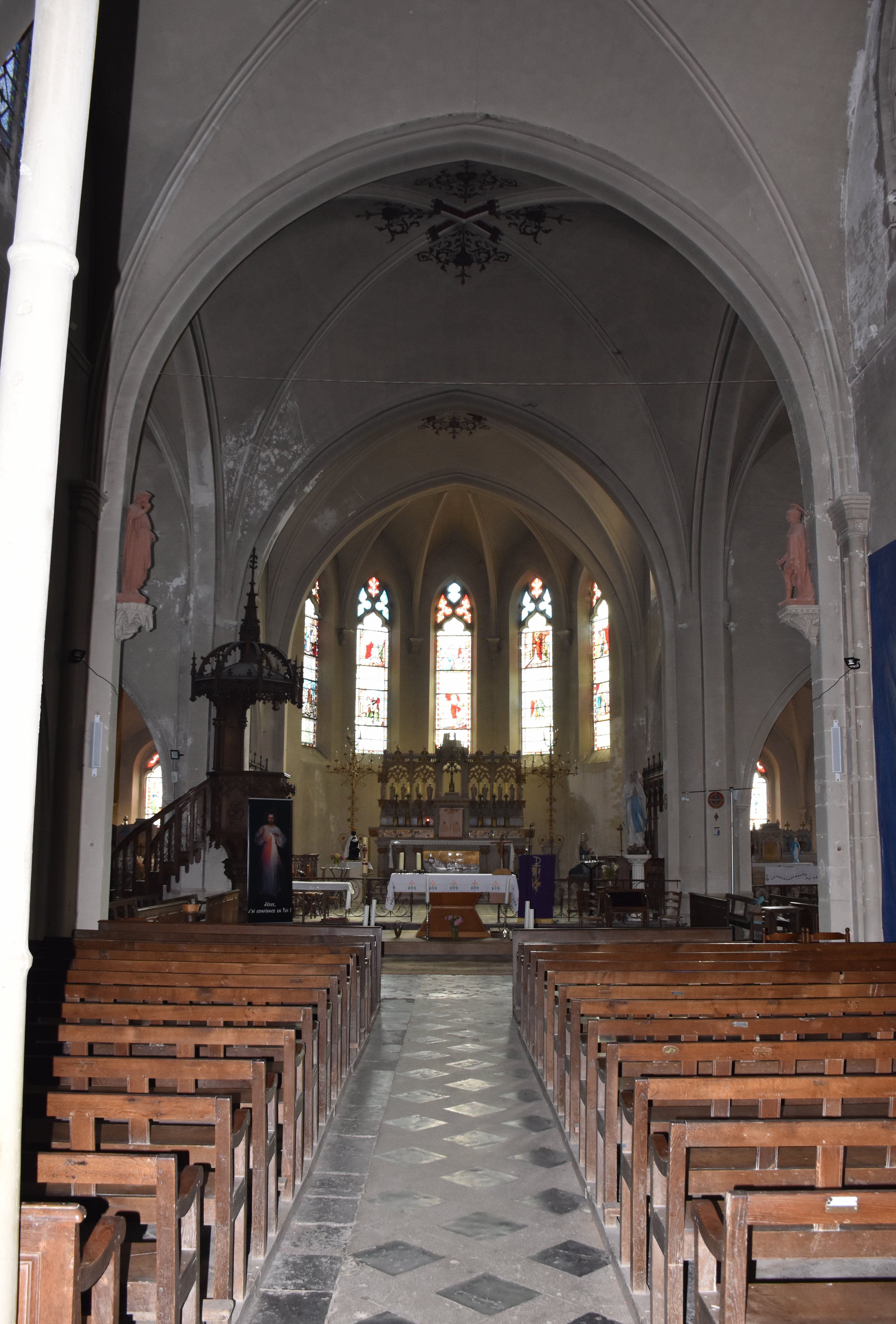
la nef.
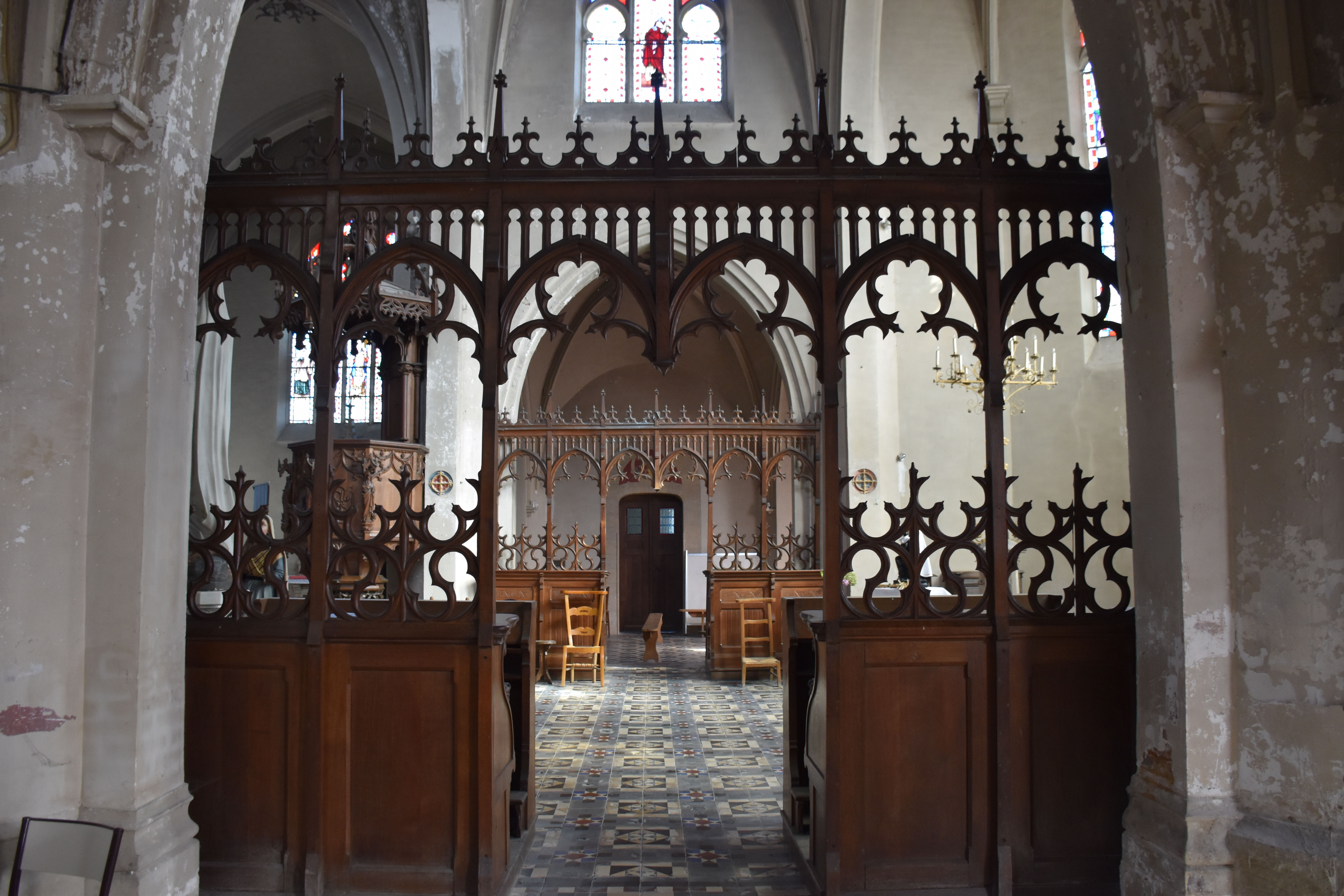
Le nef côté porche.
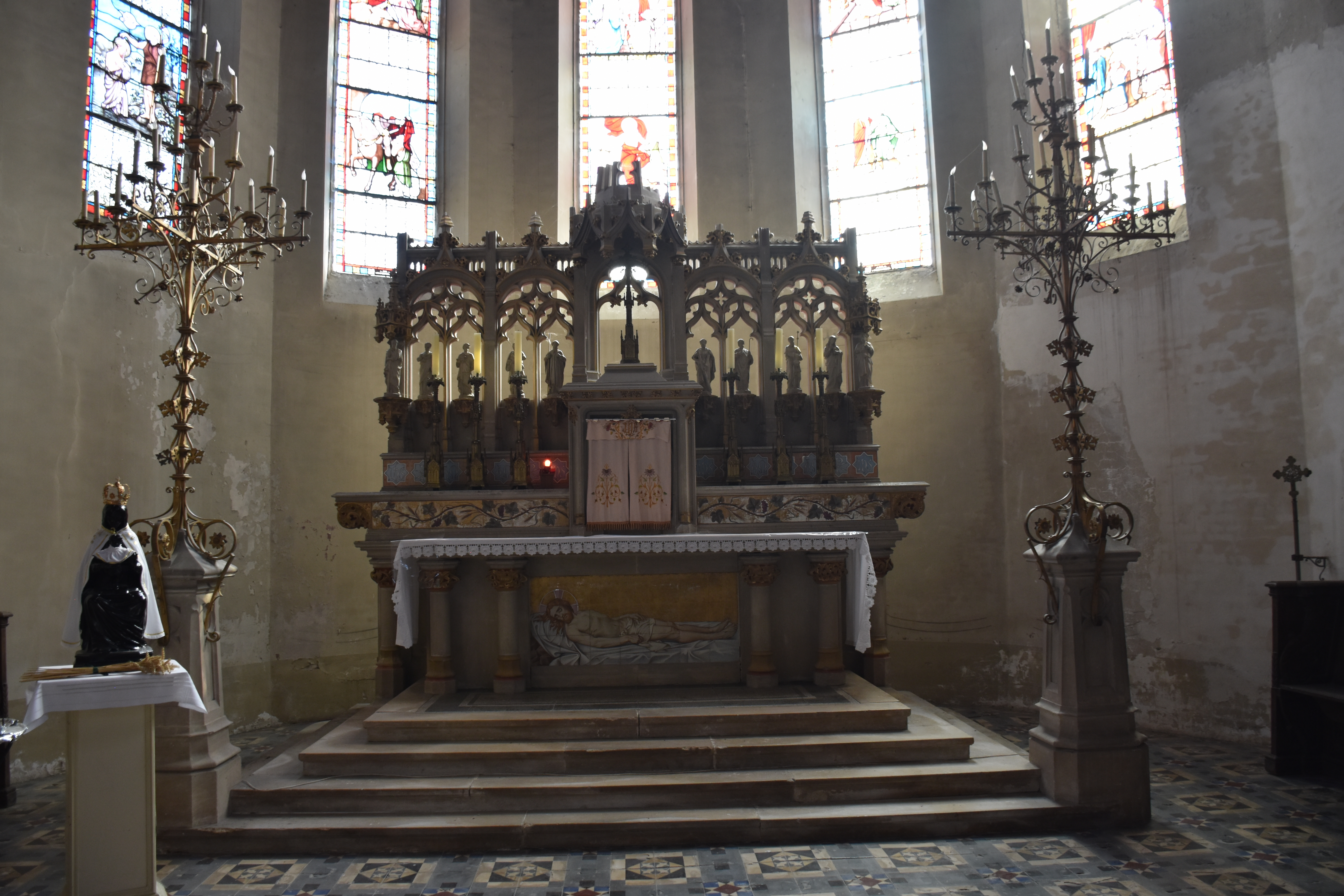
Le maître-autel
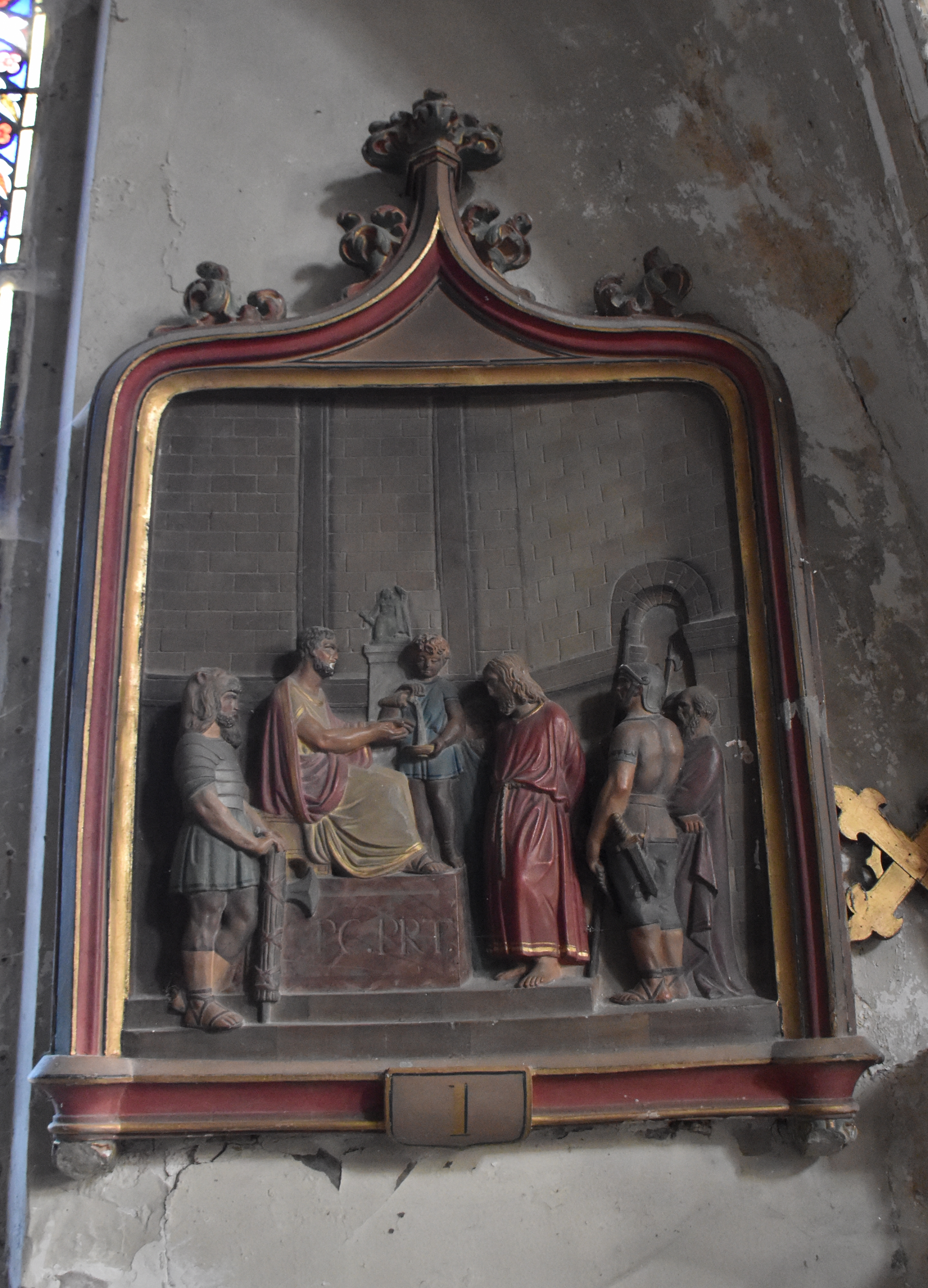
Chemin de croix - Première station.
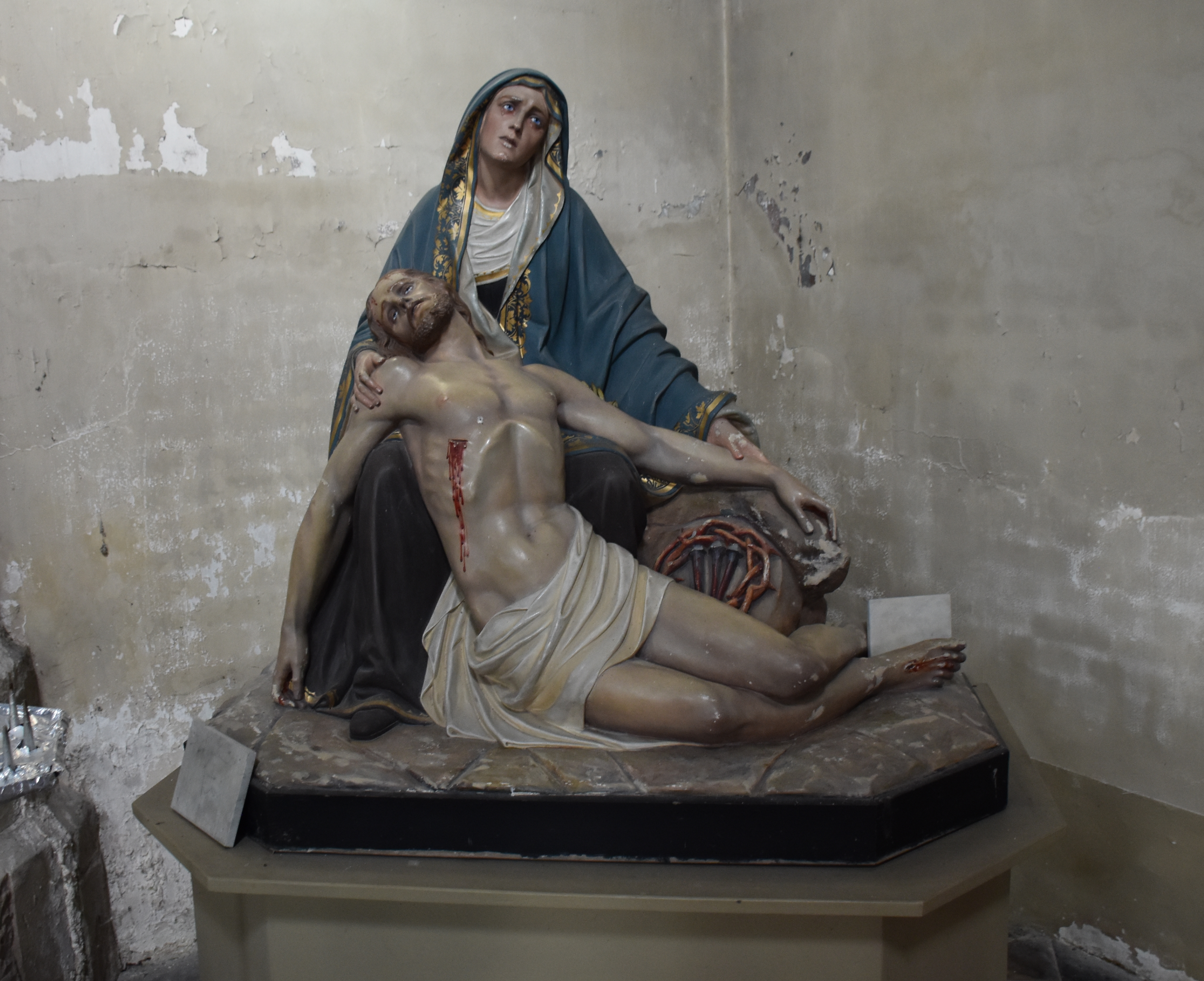
Pieta.

## Historique